# Mariestads trivialskola
Mariestads trivialskola var en gymnasieförberedande skola i Mariestad som verkade från slutet av 1600-talet till 1858.
Skolan har rötter i en skola från 1680. 
År 1822 omtalas skolan som en lägre trivialskola och som en (mindre) lärdomsskola 1837.
Skolan ombildades i anslutning till läroverksreformen 1849 år 1858 till ett lägre elementarläroverk som senare ombildades till Mariestads högre allmänna läroverk.